# Senice na Hané
Senice na Hané là một làng thuộc huyện Olomouc, vùng Olomoucký, Cộng hòa Séc.